# Saatwinkler Steg
Der Saatwinkler Steg ist eine 1990 erbaute Fußgängerbrücke über den Berlin-Spandauer Schifffahrtskanal (Hohenzollernkanal) am Kilometer 1,06 in Berlin. Er verbindet den Ortsteil Berlin-Haselhorst mit der Ortslage Saatwinkel im Ortsteil Berlin-Tegel. 

## Planung und Bau
Der Standort der Brücke wurde auf Grundlage unterschiedlicher Faktoren gewählt. So musste ein genügender Abstand zur Einmündung des Kanal-Altarms eingehalten werden, die unmittelbar anschließende Verbreiterung des Hohenzollernkanals (in diesem Bereich befinden sich heute die Kanupolo-Felder des Vereins für Kanusport Berlin e.V.) machte eine weitere Verschiebung nach Nordwesten erforderlich. Zudem gab es im vorgesehenen Areal Hochspannungsmasten der Bewag (heute Vattenfall Europe Berlin). Darüber hinaus sollte beim Bau Rücksicht auf den vorhandenen Baumbestand genommen werden, auch die Anbindung an das bestehende Wegenetz spielte eine Rolle.

## Konstruktion
Die 94,80 Meter lange Brücke gründet auf Stahlbetonwiderlagern, welche wiederum Schrägpfähle zum Fundament haben. Diese Pfähle sind von Spundwänden umgeben. Das statische System ist ein Zweigelenkbogen mit abgehängter Gehbahn. Der Saatwinkler Steg misst an seiner breitesten Stelle 7,30 Meter, die Nutzweite liegt durchgehend bei 3,10 Metern. Ausgestattet ist die Brücke mit einer Entwässerung sowie vier Leuchten. Die Durchfahrtsbreite beträgt 21 Meter.

## Nutzung
Über diesen Steg führt der Fernradweg Berlin–Hamburg bzw. Berlin–Schwerin–Lübeck sowie der Fernradweg Berlin-Kopenhagen.